# Énergie renouvelable en Espagne

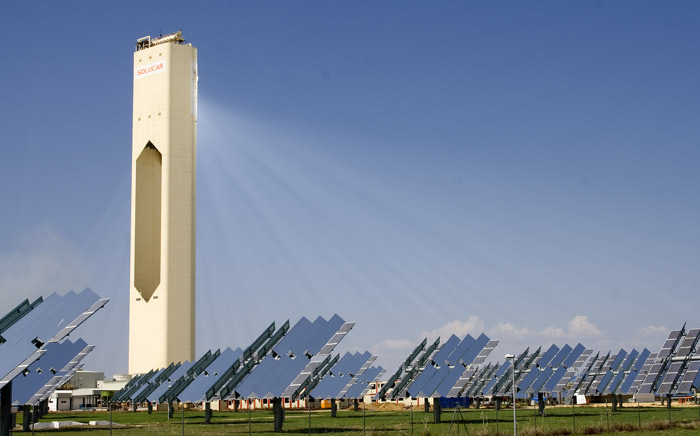
Centrale PS10 à Sanlúcar la Mayor (Séville).

L'énergie renouvelable en Espagne constitue une faible partie du marché d'énergie primaire et de génération électrique. Elle consiste principalement en l'énergie hydraulique. Depuis la fin du XXe siècle, les autorités multiplient les actions visant le développement de l'énergie renouvelable. Ainsi, le Plan de promotion des énergies renouvelables (2000-2010) vise pour 2010 une part de 30 % de la consommation d'électricité à partir de sources renouvelables, dont la moitié de l'énergie éolienne, une part de 12 % de la consommation d'énergie primaire et 5,75 % de biocarburants. L'objectif est atteint pour l'électricité (le taux atteint en 2010 est de 35 % de la demande électrique provenant de sources renouvelables) alors que pour l'énergie primaire, le résultat (11,1 % en 2010) est légèrement en deçà de la cible. Selon Eurostat, en 2015 la consommation finale brute d'énergie en Espagne originaire de sources nettes est de 16,15 % (2015).
L'apport du secteur renouvelable à l'économie espagnole est estimé à 0,67 % du produit intérieur brut. En ce qui a trait à l'emploi, cette activité emploie entre 120 000 et 200 000 personnes en 2008. Le secteur se caractérise par un grand investissement en recherche et développement et une productivité élevée.
L'énergie éolienne est importante en Espagne, répondant à 16 % de la demande d'électricité en 2010. L'Espagne est le troisième pays dans le monde en ce qui concerne la puissance installée, derrière l'Allemagne et les États-Unis, et occupe le deuxième rang pour ce qui est du taux de pénétration dans le marché, après le Danemark. Depuis 2009, l'éolien est la troisième source d'énergie électrique du pays. En 2005, l'Espagne devient le premier pays à exiger l'installation de panneaux solaires dans les bâtiments nouveaux et le second, après Israël, à obliger l'installation de systèmes à eau chaude solaire. La capacité potentielle de l'énergie solaire et, à plus forte raison, des énergies renouvelables, pourrait répondre plusieurs fois à la demande d'électricité de la péninsule ibérique.

## Sources d'énergie et parts de marché

Proportion d'énergies renouvelables dans la production d'électricité, Europe, 2019.

L'Agi d'Amsterdam inclut le principe de développement durable dans les objectifs de l'Union européenne. Depuis 1997, il vise à atteindre en 2010 12 % de part des énergies renouvelables pour satisfaire la consommation totale d'énergie et 22 % des besoins d'électricité. Le Plan de Promotion des Énergies Renouvelables du gouvernement vise une part de consommation finale en des énergies renouvelables de 20 % en Espagne. L'UE (2015) considère que, selon les tendances, l'atteinte de cet objectif pose de grands défis.

### Énergie primaire
Dans les années 1990 et 2000, la part des sources d'énergie renouvelable pour satisfaire la demande d'énergie primaire oscille entre 5 % et 7 %. Le Plan de promotion des énergies renouvelables (2000-2010) vise un taux de 12 % pour 2000. La part des énergies renouvelables augmente à partir de 2008 et l'objectif est atteint en 2012. La biomasse et la mise en valeur des déchets ménagers engendrent 39,1 % de la production d'énergie renouvelable en Espagne et l'énergie éolienne environ un quart (24,8 %). L'énergie hydraulique et l'énergie solaire produisent 18,7 % et 17,3 % de la production d'énergie renouvelable (2014).
Taux de satisfaction de la demande d'énergie primaire par des sources renouvelables, Espagne, 1998-2014 (%)

### Électricité
Le taux de satisfaction de la demande d'électricité par des énergies renouvelables est de 37,1 % (2015). Le taux atteint est bien au-dessus de la cible du plan gouvernemental (29,4 %).Pour ce qui est de la part de l'énergie renouvelable dans la production d'électricité s'établit à 38 % (2014), ce qui place l'Espagne au dixième rang des pays européens. L'électricité de source renouvelable espagnole est produite principalement dans les communautés autonomes de Castille-et-Léon (22 293 GWh principalement hydraulique et éolien, 2013), Galice (20 183 GWh principalement hydraulique et éolien), Andalousie (13 959 GWh principalement solaire et éolien), Castille-La Manche (12 312 GWh principalement solaire et éolien) et Aragon (10 013 GWh principalement hydraulique et éolien). Dans ces communautés ainsi qu'en Estrémadure, Navarre et La Rioja, les énergies renouvelables répondent à plus que la ademande ou à au moins 80 % de la demande d'électricité. Dans les autres communautés, cette production répond à moins de 30 % de la demande d'électricité

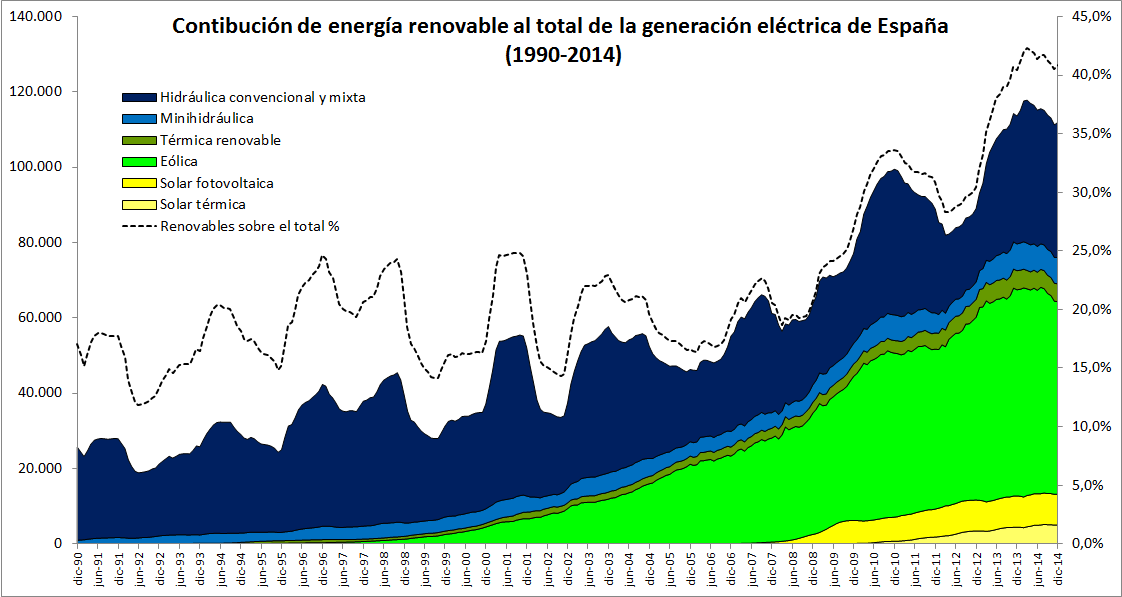
Contribution de chaque technologie renouvelable à la consommation d'électricité de l'Espagne 1990-2014.

Taux de satisfaction de la demande d'électricité par des sources renouvelables, Espagne, 2001-2015 (%)

## Économie
L'énergie renouvelable contribue à l'économie espagnole à hauteur de 0,67 % du produit intérieur brut (PIB) et assure un emploi à quelque 120 000 et 200 000 personnes (2008). La contribution de chaque sous-secteur au PIB du secteur se décline ainsi : énergie éolienne (52,0 %), photo-voltaïque (21,7 %), biomasse (15,1 %) petite hydraulique (7,2 %).
Les exportations associées aux énergies renouvelables s'élèvent à 3,9 milliards d'euros. En tenant compte des importations, les exportations nettes correspondent à environ de 1,3 milliard d'euros. Les énergies renouvelables fournissent 40 700 GWh de production d'électricité en substitution des combustibles fossiles, soit 13,4 % de l'électricité totale produite en Espagne. L'énergie renouvelable permet ainsi de réduire de les importations d'énergie fossile de 10 millions de tonnes équivalentes de pétrole. En 2009, les entreprises espagnoles développent l'activité d'installation de fermes éoliennes à l'étranger pour une capacité de 8 000 MW dans 17 pays.
Le secteur de l'énergie renouvelable est en croissance et innovateur. La recherche et développement y représente 6,6 % de la valeur de production contre 1,3 % pour l'ensemble de l'économie. Le secteur est très intensif en main-d'œuvre, y créant plus d'emplois que la moyenne du secteur de l'énergie par unité de PIB créée. En plus, les travailleurs de l'énergie renouvable obtiennent, de moyenne, 31 % plus de productivité que dans l'ensemble de l'économie espagnole.
Les énergies renouvelables sont subventionnées en raison de leur caractère novateur et du coût de production généralement supérieur à celui des énergies traditionnelles. L'objectif est d'améliorer les technologies renouvelables afin que son coût soit concurrentiel dans les prochains années. En 2008, les contributions de l'État à l'énergie renouvelable s'élève à 2,6 milliards d'euros. En raison de l'utilisation de ressources du pays, ce secteur produit des avantages significatifs comparativement combustibles fossiles ou nucléaires (2,7 milliards d'euros en 2008), et dans le marché de distribution de l'électricité (par la priorité de ce type d'énergies face aux conventionnelles, 4,9 milliards d'euros (2008).

## Modes de production

### Énergie hydraulique

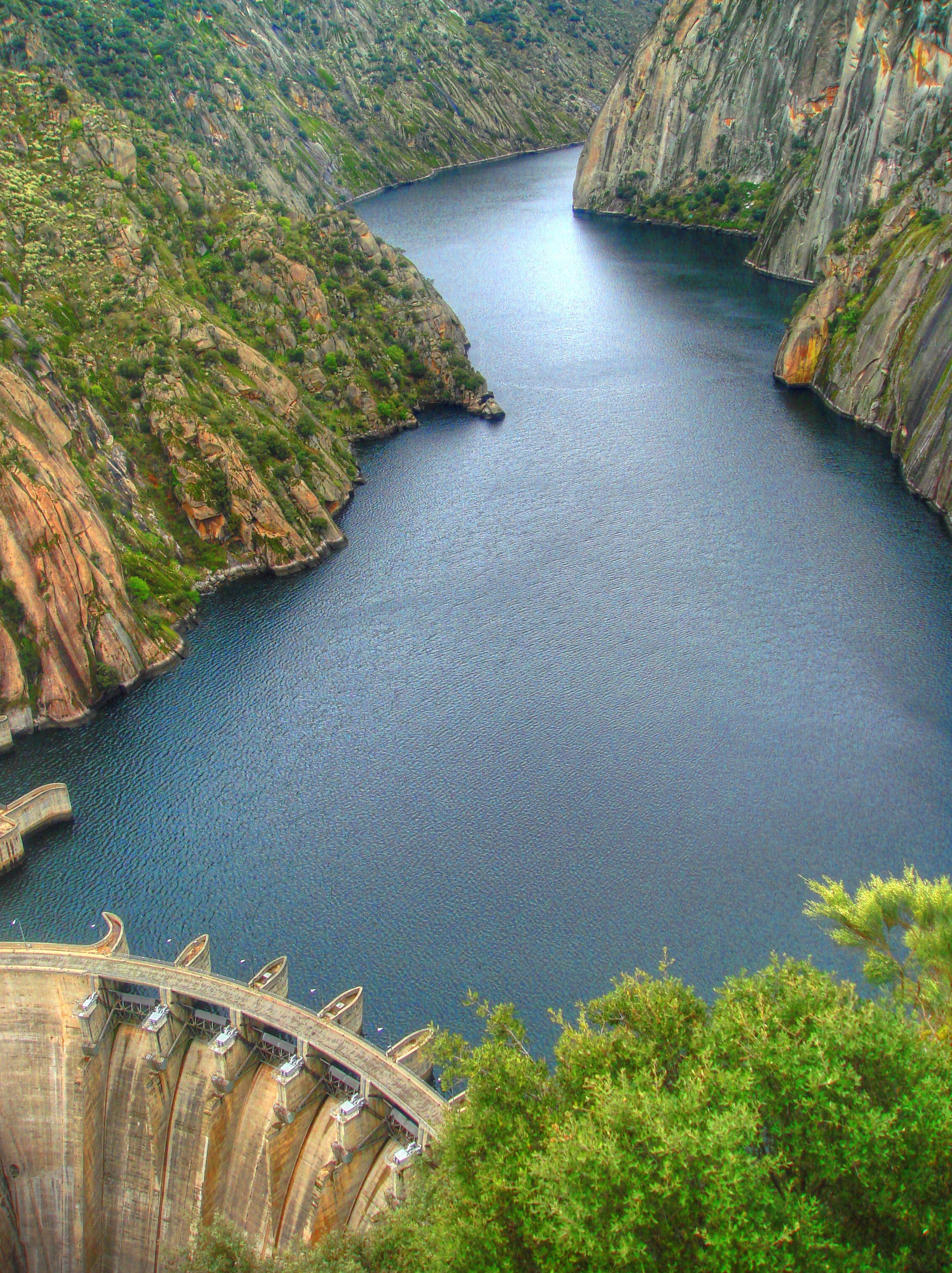
Barrage d'Aldeadávila.

L'Espagne se compare aux autres pays de l'OCDE à l'égard de la production d'énergie électrique, avec une part de 18,5 % de l'énergie étant d'origine hydraulique. La production d'énergie hydroélectrique en Espagne a crû dans les dernières décennies bien que sa part dans l'énergie totale diminue (92 % en 1940 vs 18 % en 2001). Cela s'explique par le développement de la production d'énergie thermique et nucléaire au cours des 50 et 30 dernières années respectivement. La puissance installée en Espagne est de 18 451 MW (2008).
La plus grande centrale de production hydraulique à grande puissance est le Barrage d'Aldeadávila sur la rivière Douro (Salamanque) avec une puissance de 1 140 MW, suivi par le barrage José María d'Oriol sur le Tage (Cáceres) avec 915 MW. Les autres barrages de capacité de plus de 500 MW sont situés à Cortés-La Molaire sur la Jucar (Valence), Villarino en le Tormes (Salamanque) ou Saucelle sur le Douro (Salamanque).

### Énergie éolienne

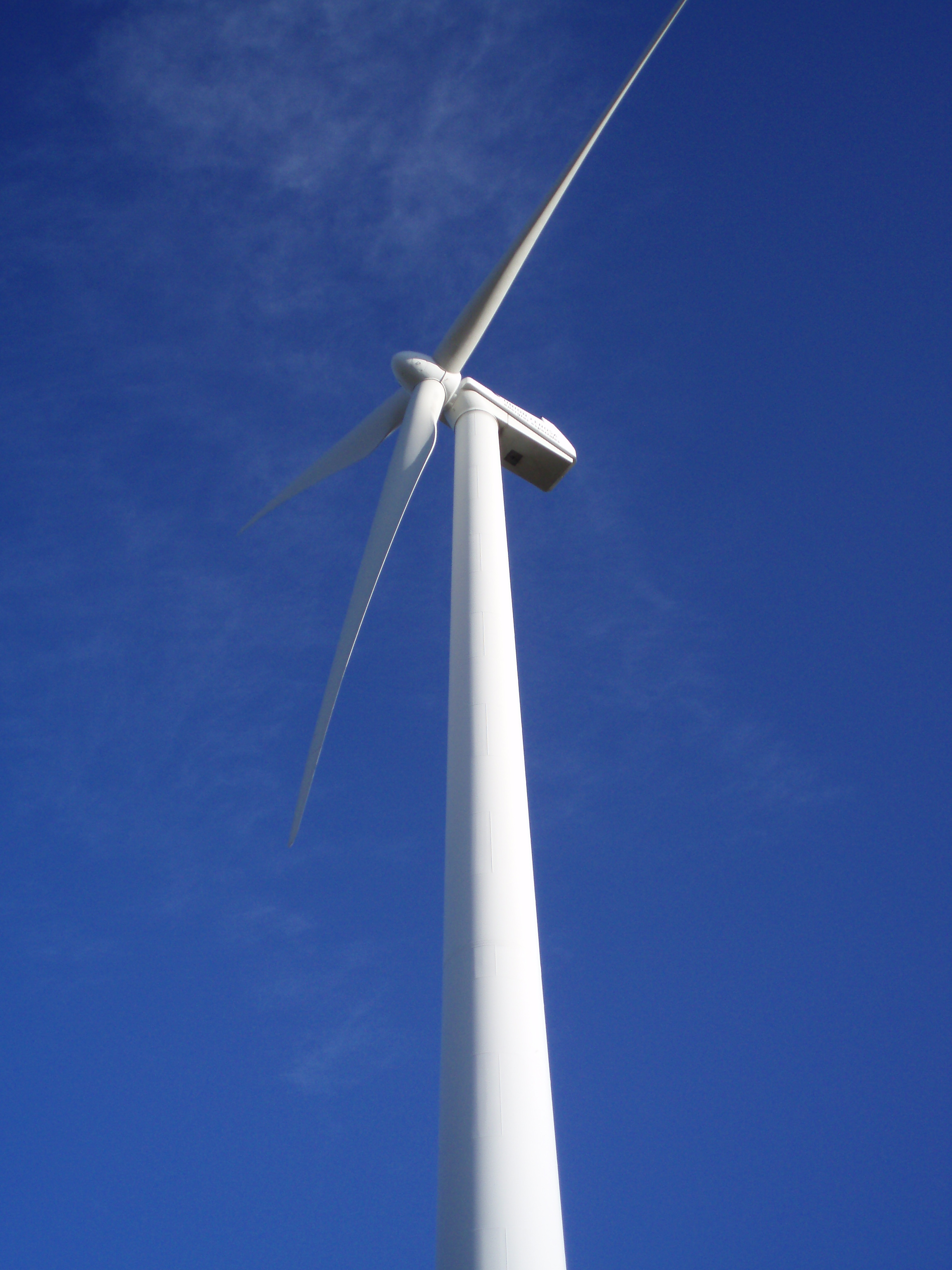
Aérogénérateur éolien.

L'Espagne est leader mondial en énergie éolienne. La capacité d'énergie éolienne est de 18 263 MW (18,5 % de la capacité du système électrique national), couvrant pendant cet an 13 % de la demande d'électricité (2009). Troisième pays dans le monde en ce qui concerne la puissance installée, après l'Allemagne et les États-Unis. Depuis 2009, la production d'énergie d'origine éolienne est supérieure à celle du charbon, en faisant la troisième source d'énergie après le cycle combiné et le nucléaire.
En 2010, l'énergie éolienne atteint un record de production instantanée avec 14 962 MW correspondant à 46,7 % de la production électrique instantanée. Celle-ci a une puissance supérieure (presque le double) à la capacité de génération des six centrales nucléaires en Espagne (7 742,32 MW) qu'ajoutent 8 réacteurs.
Part de l'électricité de source éolienne, Espagne, 2005-2013 (%)

### Énergie solaire
Depuis la fin des années 2000, la puissance installée solaire a augmenté jusqu'à environ 7 000 MW. Elle couvre un peu moins de 5 % de la demande d'énergie électrique en 2013, soit 2 300 MW de puissance installée et 1,8 % de production par centrale solaire thermodynamique. Dans certaines régions, le coût réel de la production d'énergie solaire photovoltaïque est équivalent au prix de l'électricité de sources d'énergie conventionnelles.
Capacité de puissance solaire, Espagne, 2004-2015 (MW)

### Biocarburants
Les biocarburants sont régis par le règlement ITC/2877/2008, qui s'établit un mécanisme de promotion de l'usage de biocarburants et autres combustibles renouvelables aux fins de transport. L'Espagne compte un centre de recherche en cultures énergétiques alimentaires et un autre sur les algues pour le captage de CO2 et production de biocarburants.
| Biocarburants           | Biocarburants           | Biocarburants           | Biocarburants           | Biocarburants           | Biocarburants           | Biocarburants           | Biocarburants           | Biocarburants           | Biocarburants           | Biocarburants |
| Consommation 2005 (GWh) | Consommation 2006 (GWh) | Consommation 2006 (GWh) | Consommation 2006 (GWh) | Consommation 2007 (GWh) | Consommation 2007 (GWh) | Consommation 2007 (GWh) | Consommation 2008 (GWh) | Consommation 2008 (GWh) | Consommation 2008 (GWh) |               |
| Pays                    | Total                   | Total                   | Biodiésel               | Bioéthanol              | Total                   | Biodiésel               | Bioéthanol              | Total                   | Biodiésel               | Bioéthanol    |
| ----------------------- | ----------------------- | ----------------------- | ----------------------- | ----------------------- | ----------------------- | ----------------------- | ----------------------- | ----------------------- | ----------------------- | ------------- |
| Espagne                 | 1 583                   | 1 961                   | 629                     | 1 332                   | 4 341                   | 3 031                   | 1 310                   | 7 131                   | 6 047                   | 1 083         |
| Union européenne        | 34 796                  | 65 148                  | 47 380                  | 10 138                  | 89 482                  | 67 154                  | 118 499                 | 20 629                  | 93 249                  | 20 629        |

### Énergie géothermique
La géothermie pourrait apporter plus de 1 700 MW au système énergétique espagnol en 2020. Ainsi, il pourrait s'installer jusqu'à 1 050 MW électriques et 750 MW thermiques. Le développement de systèmes à haute température offre un grand potentiel aux Îles Canaries, associé au phénomène du volcanisme actif. Le potentiel de systèmes à moyenne température associés à des nappes aquifères profondes se trouvant dans plusieurs aires de la Péninsule ibérique. Le territoire espagnol comporte de vastes ressources de basse température qui peuvent être utilisées comme chaleur directe pouvant alimenter des systèmes de calorifaction et de réfrigération et autres procédés industriels pour une exploitation de l'énergie performante.

## Réglementation
Le Plan d'Énergies Renouvelables 2011-2020, approuvé par Accord du Conseil de Ministres de 11 novembre de 2011 et subséquent à celui pour la période 2005-2010 , établit les objectifs en accord avec la Directive 2009/28/CE, et en répondant aux mandats de l'Arrêté royal 661/2007, qui régit l'activité de production d'énergie électrique en régime spécial et de la Loi d'Économie Durable (LEUR). Le règlement ITC/1522/2007 régit la garantie d'origine renouvelable. Il désigne la Commission nationale de l'énergie (es) responsable de la délivrance des accréditations. La Commission assure la mise en œuvre et la gestion du système de garantie d'origine de l'électricité de sources renouvelables et de cogénération. L'Arrêté royal 1177/2008  établit le titre de Technicien Supérieur en Efficacité Énergétique et Énergie Solaire Thermique.
Différentes universités décerne le diplôme de maîtrise et/ou de doctorat en Énergie ou Électricité Renouvelable et Véhicules Électriques, notamment à l'Université polytechnique de Carthagène (es), à l'Université de Cordoue, à l'Université de León et au Conseil supérieur de la recherche scientifique (Internationale Menéndez Pelayo.

## Commercialisation
Gesternova est la première entreprise de commercialisation d'électricité renouvelable créée en Espagne en 2005. Créée en 2010, Som Energia est la première coopérative citoyenne d'énergie d'électricité renouvelable en Espagne. Les coopératives de ce genre regroupent maintenant plus de 25 000 partenaires à travers l'Espagne.

## Annexe - Production d'électricité renouvelable par technologie et communauté
| Communauté autonome | Hydraulique (Régime ordinaire) | Hydraulique (Régime spécial) | Éolien | Solaire thermo-électrique | Solaire photo-voltaïque | Thermique renouvelable | Total - Énergie renouvelable | Demande d'électricité | % Renouvelables / Demande |
| ------------------- | ------------------------------ | ---------------------------- | ------ | ------------------------- | ----------------------- | ---------------------- | ---------------------------- | --------------------- | ------------------------- |
| Castille-et-Léon    | 7 955                          | 628                          | 12 681 | -                         | 848                     | 181                    | 22 293                       | 13 586                | 164,1 %                   |
| Estrémadure         | 2 855                          | 38                           | -      | 1 649                     | 1 110                   | 150                    | 5 802                        | 4 586                 | 126,5 %                   |
| Castille-La Manche  | 551                            | 491                          | 8 657  | 678                       | 1 697                   | 238                    | 12 312                       | 11 745                | 104,8 %                   |
| Galice              | 8 226                          | 1 844                        | 9 496  | -                         | 20                      | 597                    | 20 183                       | 19 538                | 103,3 %                   |
| Aragon              | 3 594                          | 1 013                        | 4 869  | -                         | 309                     | 228                    | 10 013                       | 10 190                | 98,3 %                    |
| Navarre             | 146                            | 627                          | 2 665  | -                         | 295                     | 304                    | 4 037                        | 4 720                 | 85,5 %                    |
| La Rioja            | 106                            | 68                           | 1 078  | -                         | 130                     | 12                     | 1 394                        | 1 655                 | 84,2 %                    |
| Asturies            | 1 911                          | 331                          | 1 142  | -                         | 1                       | 666                    | 4 051                        | 10 527                | 38,5 %                    |
| Andalousie          | 1 303                          | 331                          | 6 987  | 1 988                     | 1 586                   | 1 764                  | 13 959                       | 37 280                | 37,4 %                    |
| Cantabrie           | 611                            | 279                          | 75     | -                         | 2                       | 82                     | 1 049                        | 4 462                 | 23,5 %                    |
| Catalogne           | 4 607                          | 1 099                        | 3 195  | 74                        | 431                     | 259                    | 9 665                        | 47 122                | 20,5 %                    |
| Murcie              | 76                             | 56                           | 544    | 43                        | 802                     | 58                     | 1 579                        | 7 801                 | 20,2 %                    |
| Valence             | 1 584                          | 25                           | 2 595  | 10                        | 564                     | 53                     | 4 831                        | 25 615                | 18,9 %                    |
| Canaries            | -                              | 3                            | 364    | -                         | 287                     | 8                      | 662                          | 8 625                 | 7,7 %                     |
| Pays Basque         | 375                            | 168                          | 356    | -                         | 28                      | 187                    | 1 114                        | 17 316                | 6,4 %                     |
| Baléares            | -                              | -                            | 6      | -                         | 122                     | 1                      | 129                          | 5 674                 | 2,2 %                     |
| Madrid              | 69                             | 100                          | -      | -                         | 92                      | 286                    | 547                          | 30 169                | 1,8 %                     |
| Ceuta et Melilla    | -                              | -                            | -      | -                         | 0,1                     | -                      | 0,1                          | 412                   | 0,0 %                     |
| ESPAGNE             | 33 970                         | 7 102                        | 54 708 | 4 442                     | 8 324                   | 5 073                  | 113 619                      | 261 023               | 43,5 %                    |

| Communauté autonome | Hydraulique (Régime ordinaire) | Hydraulique (Régime spécial) | Éolien | Solaire thermo-électrique | Solaire photo-voltaïque | Thermique renouvelable | Total - Énergie renouvelable | Demande d'électricité |
| ------------------- | ------------------------------ | ---------------------------- | ------ | ------------------------- | ----------------------- | ---------------------- | ---------------------------- | --------------------- |
| Castille-et-Léon    | 59 %                           | 5 %                          | 93 %   | -                         | 6 %                     | 1 %                    | 164 %                        | 13 586                |
| Estrémadure         | 62 %                           | 1 %                          | -      | 36 %                      | 24 %                    | 3 %                    | 127 %                        | 4 586                 |
| Castille-La Manche  | 5 %                            | 4 %                          | 74 %   | 6 %                       | 14 %                    | 2 %                    | 104 %                        | 11 745                |
| Galice              | 42 %                           | 9 %                          | 49 %   | -                         | 0 %                     | 3 %                    | 103 %                        | 19 538                |
| Aragon              | 35 %                           | 10 %                         | 48 %   | -                         | 3 %                     | 2 %                    | 98 %                         | 10 190                |
| Navarre             | 3 %                            | 13 %                         | 56 %   | -                         | 6 %                     | 6 %                    | 86 %                         | 4 720                 |
| La Rioja            | 6 %                            | 4 %                          | 65 %   | -                         | 8 %                     | 1 %                    | 84 %                         | 1 655                 |
| Asturies            | 18 %                           | 3 %                          | 11 %   | -                         | 0 %                     | 6 %                    | 38 %                         | 10 527                |
| Andalousie          | 3 %                            | 1 %                          | 19 %   | 5 %                       | 4 %                     | 5 %                    | 37 %                         | 37 280                |
| Cantabrie           | 14 %                           | 6 %                          | 2 %    | -                         | 0 %                     | 2 %                    | 24 %                         | 4 462                 |
| Catalogne           | 10 %                           | 2 %                          | 7 %    | 0 %                       | 1 %                     | 1 %                    | 21 %                         | 47 122                |
| Murcie              | 1 %                            | 1 %                          | 7 %    | 1 %                       | 10 %                    | 1 %                    | 20 %                         | 7 801                 |
| Valence             | 6 %                            | 0 %                          | 10 %   | 0 %                       | 2 %                     | 0 %                    | 19 %                         | 25 615                |
| Îles Canaries       | -                              | 0 %                          | 4 %    | -                         | 3 %                     | 0 %                    | 8 %                          | 8 625                 |
| Pays Basque         | 2 %                            | 1 %                          | 2 %    | -                         | 0 %                     | 1 %                    | 6 %                          | 17 316                |
| Îles Baléares       | -                              | -                            | 0 %    | -                         | 2 %                     | 0 %                    | 2 %                          | 5 674                 |
| Madrid              | 0 %                            | 0 %                          | -      | -                         | 0 %                     | 1 %                    | 2 %                          | 30 169                |
| Ceuta et Melilla    | -                              | -                            | -      | -                         | 0 %                     | -                      | 0 %                          | 412                   |
| ESPAGNE             | 13 %                           | 3 %                          | 21 %   | 2 %                       | 3 %                     | 2 %                    | 44 %                         | 261 023               |